# Sauvastika
Ne doit pas être confondu avec Svastika ou Croix gammée nazie.

Le terme sauwastika ou sauvastika, 卍, (sanskrit devanagari : सौवस्तिक ; « salutaire ») est parfois utilisé pour distinguer la forme symétrique du svastika, 卐.
C'est un svastika sinistrogyre ou lévogyre (qui tourne à gauche), qui symbolise la nuit, et la déesse de la destruction Kali,.
Il est également employé dans des pratiques tantriques.
Certains ont voulu en faire un symbole défavorable, pourtant le svastika et le sauvastika sont utilisés de manière indifférenciée dans l'hindouisme et le bouddhisme, bien que plus fréquemment employé dans ce dernier.
C'était un symbole favorable de bonne chance de la dernière impératrice de Russie Alexandra Fiodorovna[réf. nécessaire].